# Зайцев, Степан Иванович (генерал-майор)
Степа́н Ива́нович За́йцев (25 апреля 1908 — 28 мая 1975) — советский военный разведчик, генерал-майор, во время Великой Отечественной войны руководитель различных подразделений.

## До войны
Родился в посёлке Новая Прага Александрийский уезд, Херсонской губернии (ныне Александрийского района Кировоградской области) в семье крестьян бедняков.
С 1916 по 1920 год учился в земском училище в Новой Праге. В 1923 году вступил в комсомол. В мае 1925 года добровольно вступил в Красную Армию в 13-ю отдельную кадровую транспортную роту Украинского военного округа, которая в то время располагалась в Новой Праге. В сентябре 1925 года был уволен в связи с несовершеннолетием. Избирался секретарём комсомольской организации и секретарём сельсовета деревни Петровка Новопражского района.
В 1926 году добровольно поступил и в 1929 году окончил 5-ю Украинскую им. Будённого кавалерийскую школу в городе Кирово. Служил командиром взвода, политруком пулемётного эскадрона, командиром эскадрона, помощником начальника штаба полка разведки 9-й кавалерийской дивизии, город Изяслав. В 1931 году окончил курсы начальников вооружения полков. В 1933 году был назначен начальником 1-го отделения штаба 1-й кавалерийской дивизии (город Проскуров).
В 1934 году окончил курсы усовершенствования начсостава разведслужбы при штабе РККА в Москве, служил начальником 4-й части штаба 1-й кавалерийской дивизии. В 1936 году назначен помощником начальника отделения разведотдела Киевского особого военного округа.

## Великая Отечественная война

Могила Зайцева на Лукьяновском военном кладбище Киева.

Участник Великой Отечественной войны с 22 июня 1941 года по 5 февраля 1943 года. Имел тяжёлое ранение в правую руку при выполнении задания в августе 1942 года под Сталинградом.
С 1938 по 1941 год — начальник приграничных разведпунктов на западной границе, в начале войны — в районе города Перемышль. С 17 по 27 сентября 1941 года в составе штаба Юго-Западного фронта находился в окружении в районе Пирятина. Из окружения вышел в составе вооружённого отряда в количестве 25 человек в военной форме с партбилетом и оружием, являясь командиром данного отряда. При выходе из окружения никем не задерживался. В плену не был. В октябре 1941 года прошёл проверку при особом отделе Юго-Западного фронта в Харькове. За успешный вывод бойцов и командиров Красной армии из окружения был награждён первым орденом Красного Знамени.
Затем служил начальником 2-го отдела разведотдела штаба Юго-Западного, Сталинградского и Донского фронтов. Один месяц был начальником разведотдела штаба танковой армии, исполнял должность заместителя начальника разведотдела Донского фронта.
С 1943 года проходил военную службу в Генеральном штабе РККА старшим помощником начальника отдела Управления войсковой разведки, заместителем начальника отдела Разведуправления Генштаба РККА, начальником отдела Главного управления Генштаба РККА.
За участие в боевых действиях в годы Великой Отечественной войны и проявленные при этом мужество и самоотверженность был награждён следующими государственными наградами:
- орден Ленина;
- четыре ордена Красного Знамени;
- два ордена Красной Звезды;
- орден Отечественной войны 1-й степени;
- орден Богдана Хмельницкого 2-й степени;
- медаль «Партизану Отечественной войны» 1-й степени
- медаль «За оборону Сталинграда»
- медаль «За Победу над Германией в Великой Отечественной войне 1941—1945 гг.»
- три медали «Китайско-советская дружба»

## После войны
В послевоенные годы проходил службу в Средней Азии, Китайской Народной Республике, Германской Демократической Республике.
В середине 1960-х годов работал начальником гражданской обороны Дарницкого шёлкового комбината в Киеве.
Похоронен в Киеве, на военном кладбище Лукьяновского мемориала.
Степану Зайцеву посвящена экспозиция в Центральном музее Вооружённых сил Украины, где находятся его личные вещи и военная форма.